# Günther Kaufmann
Gunther Kaufmann (Monaco di Baviera, 16 giugno 1947 – Berlino, 10 maggio 2012) è stato un attore tedesco noto in Italia per essere stato uno degli attori preferiti del regista Rainer Werner Fassbinder.

## Biografia
Kaufmann nacque a Hasenbergl, un quartiere di Monaco di Baviera, nel 1947 da madre tedesca e da padre afroamericano, un soldato di stanza nell'allora zona d'occupazione statunitense della Germania. Senza nessuna formazione attoriale, Kaufmann viene scoperto da Volker Schlöndorff, nel 1970 per una piccola parte nella produzione televisiva Baal ispirata all'omonimo lavoro di Bertolt Brecht.
Qui conosce Fassbinder che, nello stesso anno, lo dirige nel film Dei della peste.
In quel periodo Kaufmann inizia una relazione con Fassbinder, che è descritta come la prima importante nella vita del regista. In quel periodo sia Kauffman che Fassbinder erano sposati, quest'ultimo con Ingrid Caven, attrice che, come Kaufmann, è di frequente apparsa nel film del regista ed era nella cerchia dei suoi più stretti collaboratori.
Nel 1971, nonostante la fine della loro storia, continuano a lavorare insieme. Kaufmann apparirà in quattordici film di Fassbinder, a volte contribuendo anche con canzoni per la colonna sonora. È apparso, tra gli altri, in Veronika Voss, Il matrimonio di Maria Braun e soprattutto, nel ruolo di Nono, in Querelle de Brest, l'ultimo film Fassbinder. La scena della sodomizzazione di Querelle da parte di Nono fu oggetto dei tagli della censura italiana nella edizione del film del 1982.
Dopo la morte per overdose di Fassbinder nel 1982, Kaufmann dirada le sue apparizioni cinematografiche. Sposa nel 1986 la sua terza moglie, Alexandra Kaufmann, che morirà di cancro nel 2001. Sarà proprio in questo periodo che Kaufmann verrà coinvolto nell'omicidio del suo commercialista Hartmut Hagen, trovato strangolato nel 2001. Kaufmann, che fu trovato in possesso di una grossa somma di denaro rubata alla vittima, fu condannato a 15 anni per rapina ed estorsione.
Nel 2005, però, le indagini hanno appurato che il vero mandante dell'omicidio era sua moglie. Kaufmann è stato così definitivamente scagionato. L'indagine ha, infatti, rivelato che Hagen fu assassinato da tre uomini ingaggiati dalla moglie. Uscito di prigione nel 2005, Kaufmann ha ripreso la carriera di attore in ruoli marginali in film e in televisione.
Kaufmann è morto nel 2012 a 64 anni a seguito di un attacco cardiaco.

## Filmografia

### Cinema
- Dei della peste (Götter der Pest), regia di Rainer Werner Fassbinder (1970)
- Rio das mortes, regia di Rainer Werner Fassbinder (1970)
- Whity, regia di Rainer Werner Fassbinder (1971)
- Ludwig - Requiem per un re vergine (Ludwig - Requiem für einen jungfräulichen König), regia di Hans-Jürgen Syberberg (1972)
- 1 Berlin-Harlem, regia di Lothar Lambert e Wolfram Zobus (1974)
- Un anno con tredici lune (In einem Jahr mit 13 Monden), regia di Rainer Werner Fassbinder (1978)
- Il matrimonio di Maria Braun (Die Ehe der Maria Braun), regia di Rainer Werner Fassbinder (1979)
- La terza generazione (Die dritte Generation), regia di Rainer Werner Fassbinder (1979)
- Lola, regia di Rainer Werner Fassbinder (1981)
- Heute spielen wir den Boß, regia di Peer Raben (1981)
- Veronika Voss (Die Sehnsucht der Veronika Voss),  regia di Rainer Werner Fassbinder (1982)
- Kamikaze 1989, regia di Wolf Gremm (1982)
- Querelle de Brest (Querelle),  regia di Rainer Werner Fassbinder (1982)
- Krieg und Frieden, regia collettiba (1982)
- Die wilden Fünfziger, regia di Peter Zadek (1983)
- Otto - Der Film, regia di Xaver Schwarzenberger e Otto Waalkes (1985)
- Whopper Punch 777, regia di Jürgen Tröster (1986)
- Beim nächsten Mann wird alles anders, regia di Xaver Schwarzenberger (1989)
- Weisse Lilien, regia di Christian Frosch (2007)
- Leroy, regia di Armin Völckers (2007)
- Tesoro, sono un killer (Mord ist mein Geschäft, Liebling), regia di Sebastian Niemann (2009)
- Vicky il vichingo (Wickie und die starken Männer), regia di Michael Herbig (2009)
- Jerry Cotton, regia di Cyrill Boss e Philipp Stennert (2010)
- Homies, regia di Adnan Köse (2010)
- Vicky e il tesoro degli dei (Wickie auf großer Fahrt), regia di Christian Ditter (2011)
- Türkisch für Anfänger, regia di Bora Dagtekin (2012)
- Kleine Morde, regia di Adnan Köse (2012)

### Televisione
- Baal, regia di Volker Schlöndorff – film TV (1970)
- Il caffè (Das Kaffeehaus), regia di Rainer Werner Fassbinder – film TV (1970)
- Il viaggio a Niklashausen (Die Niklashauser Fart), regia di Rainer Werner Fassbinder – film TV (1970)
- Pionieri a Ingolstadt (Pioniere in Ingolstadt),  regia di Rainer Werner Fassbinder – film TV (1970)
- Der Kommissar – serie TV, episodio 3x14 (1971)
- Adele Spitzeder, regia di Peer Raben – film TV (1972)
- Der Sieger von Tambo, regia di Dietrich Haugk – film TV (1973)
- Im Auftrag von Madame – serie TV, episodio 1x06 (1973)
- Okay S.I.R. – serie TV, episodi 2x02-2x09 (1973-1974)
- Der Tod der Schneevögel, regia di Eberhard Itzenplitz – film TV (1974)
- Der kleine Doktor – serie TV, episodio 1x03 (1974)
- Das blaue Palais – miniserie TV, 1 puntata (1974)
- Depressionen, regia di Herbert Vesely – film TV (1975)
- Jörg Preda berichtet – serie TV, episodi 2x07-2x08 (1976)
- Es muß nicht immer Kaviar sein – serie TV, 4 episodi (1977)
- Mulligans Rückkehr, regia di Helmut Käutner – film TV (1978)
- Aussagen nach einer Verhaftung auf Grund des Gesetzes gegen Unsittlichkeit, regia di George Moorse – film TV (1978)
- Berlin Alexanderplatz – miniserie TV, 7 puntate (1980)
- Der eiserne Weg – serie TV, episodio 1x02 (1985)
- Der Tod des weißen Marabut: Die bewegende Lebensgeschichte des Charles de Foucauld, regia di Dieter Schlotterbeck – film TV (1986)
- Ein Schloß am Wörthersee – serie TV, episodi 2x01-2x02 (1991)
- Glückliche Reise – serie TV, episodio 3x05 (1993)
- Harry & Sunny – serie TV (1993)
- Unsere Schule ist die Beste – serie TV, 16 episodi (1994-1995)
- Römisches Intermezzo, regia di Marco Serafini – film TV (1996)
- Der Kapitän – serie TV, episodio 1x03 (1997)
- Küstenwache – serie TV (1997)
- Ein Bayer auf Rügen – serie TV, episodi 6x07-6x08 (1997)
- Inseln unter dem Wind – serie TV, episodio 2x03 (1998)
- Der König – serie TV, episodio 3x02 (1998)
- L'ispettore Derrick (Derrick) – serie TV, 4 episodi (1977-1998)
- Tierarzt Dr. Engel – serie TV, 10 episodi (1998)
- Wie stark muß eine Liebe sein, regia di Peter Deutsch – film TV (1998)
- Un caso per Schwarz (Schwarz greift ein) – serie TV (1999)
- Die Straßen von Berlin – serie TV, episodio 3x02 (1999)
- Café Meineid – serie TV, episodio 8x02 (2000)
- Jahrestage – miniserie TV, 4 puntate (2000)
- Il commissario Köster (Der Alte) – serie TV, episodi 5x02-24x08-25x03 (1981-2001)
- Mayday! Überfall auf hoher See, regia di Werner Masten – film TV (2001)
- Der Elefant: Mord verjährt nie – serie TV, episodio 2x07 (2005)
- Squadra speciale Lipsia (SOKO Leipzig) – serie TV, episodio 9x11 (2009)
- Für meine Kinder tu' ich alles, regia di Annette Ernst – film TV (2009)
- Leppel & Langsam, regia di Thomas Bohn – film TV (2011)
- Scharfe Hunde – serie TV (2011)